# Алкмена (Эсхил)
«Алкмена» (др.-греч. Ἀλκμήνη) — трагедия древнегреческого драматурга Эсхила (первая половина V века до н. э.), посвящённая мифам о Геракле. Её текст практически полностью утрачен.
Заглавная героиня пьесы — персонаж древнегреческих мифов из рода Персеидов, мать Геракла. Возможно, в трагедии рассказывалось о том, как Зевс сделал Алкмену своей возлюбленной, приняв облик её мужа Амфитриона, но точных данных нет, так как от всего текста сохранилось только одно случайное слово.
В общей сложности Эсхил написал не меньше четырёх пьес о Геракле, но тетралогия из них не выстраивается: две из этих пьес — сатировские драмы («Лев» и «Вестники»). Вторая трагедия — «Гераклиды», от которой сохранилось только несколько фрагментов.
Трагедию с таким же названием позже написал Еврипид. Её текст тоже был утрачен.